# Kominek

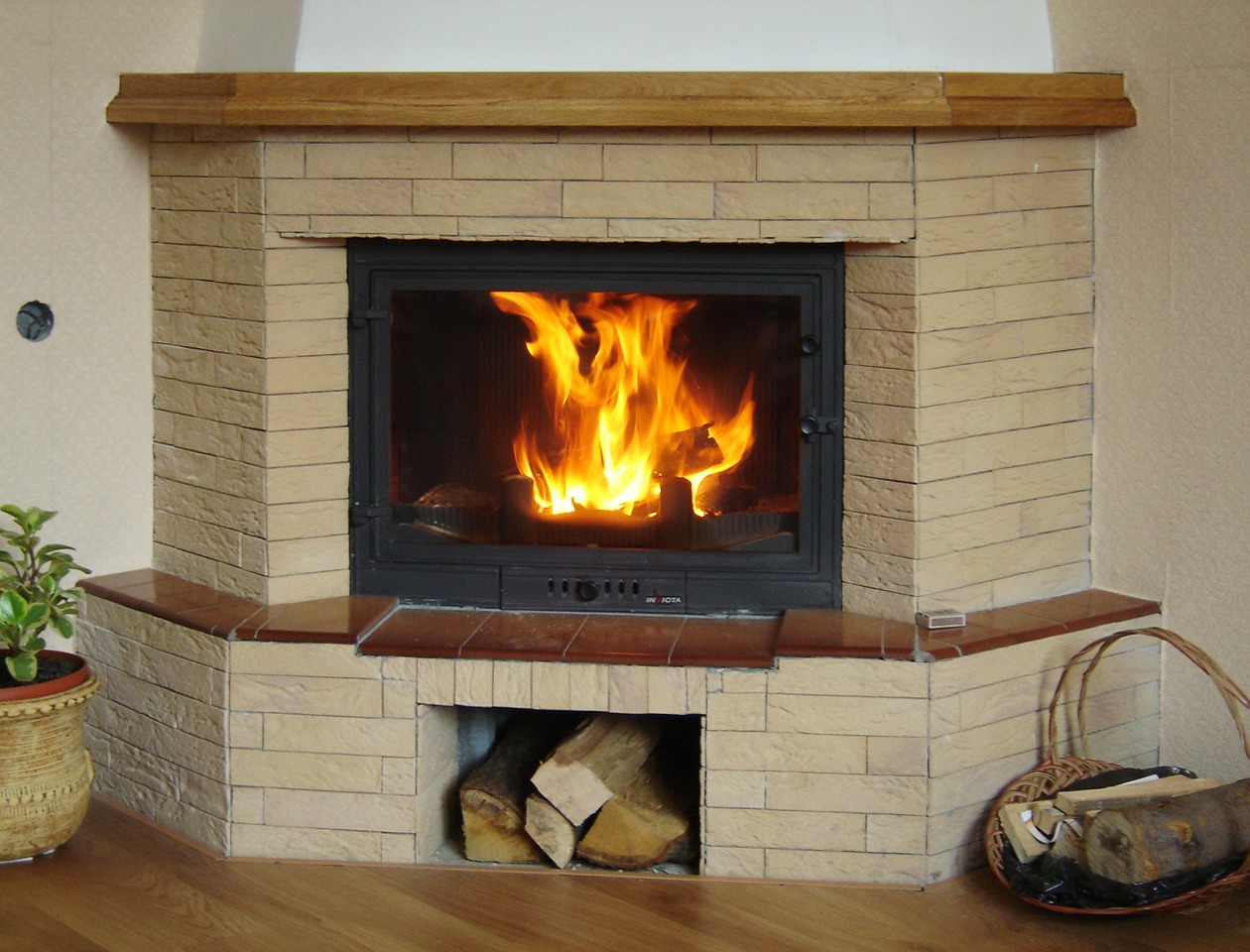
Kominek z wkładem kominkowym

Kominek – nakryte palenisko, zbudowane z wnęki umieszczonej w ścianie niewiele wyżej niż poziom podłogi, wystającego z lica ściany obramowania, na którym opiera się okap odprowadzający spaliny do przewodu dymowego.

## Historia

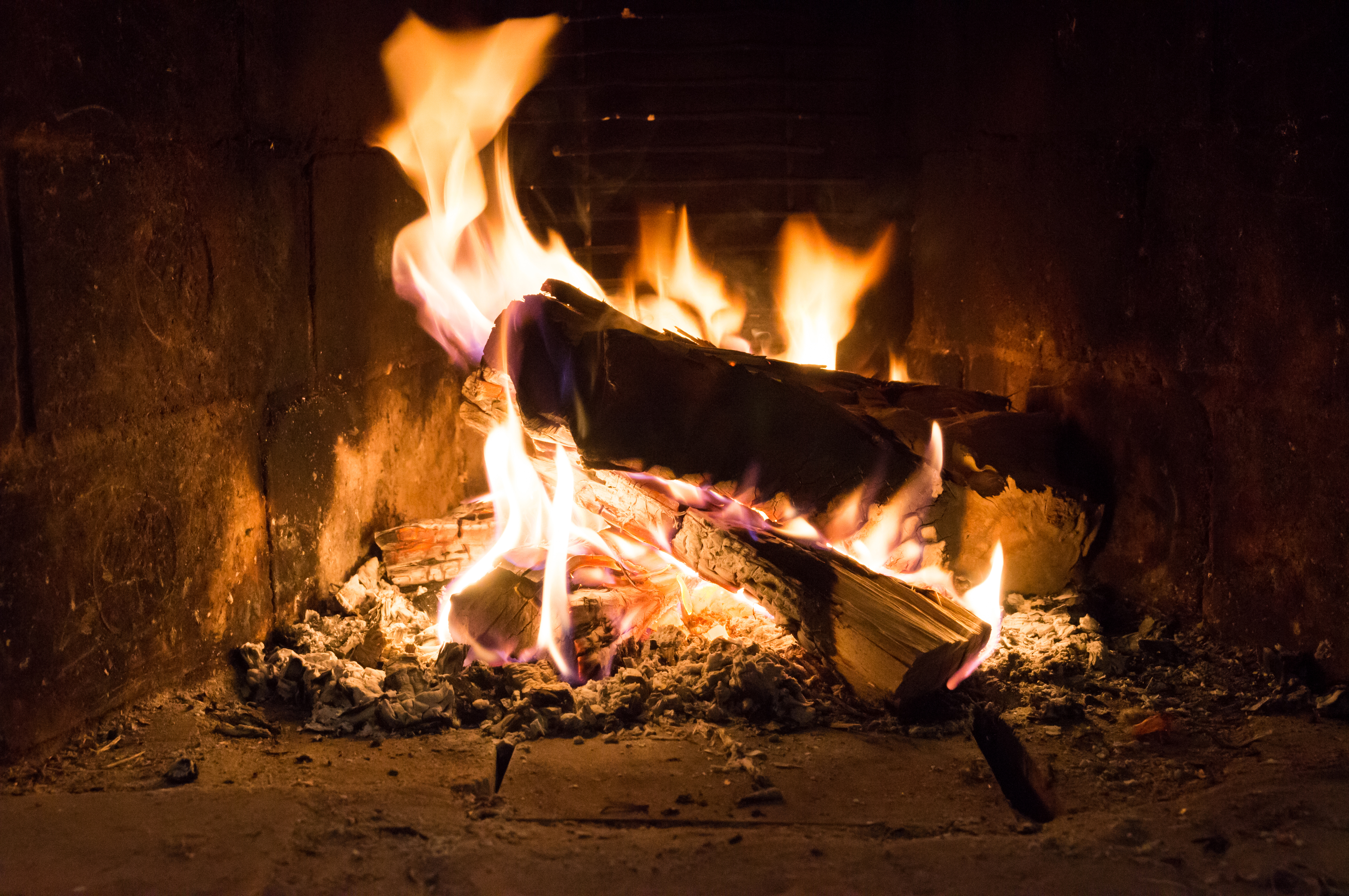
Płomienie w kominku

Schemat działania kominka z wkładem kominkowym

Najstarsze kominki były znacznie większe, budowane na planie półkola z okapem podobnej wielkości. Umieszczano je najczęściej przy ścianach szczytowych, co ułatwiało prawidłowe wyprowadzenie komina. Budowane były z ciosów kamiennych, powierzchnia paleniska wykładana była najczęściej cegłą. Z czasem wymiary kominków uległy pomniejszeniu. Było to możliwe po udoskonaleniu wydajności kominków, przez pochylenie ścian bocznych pod kątem 45° i zmniejszeniu głębokości wlotu do kanału dymowego. Oprawy zaczęto wykonywać z marmuru lub brązu. Najwspanialsze oprawy kominków pochodzą z okresu renesansu.
Do typowego wyposażenia kominków należał: ekran osłaniający palenisko, żelazne uchwyty na łuczywo, pogrzebacz oraz wilki (stojaki na drewno do opału). Kominki o nowoczesnej konstrukcji stosowane są coraz częściej w domach jednorodzinnych, zajazdach i podobnych budynkach.

## Podział kominków
Ze względu na:
- umieszczenie w pomieszczeniu:
  - zabudowane całkowicie lub częściowo w ścianie
  - kominki wolno stojące tzw. kozy
    - kominki ceramiczne często mylone z kominkami kaflowymi
- osłonę paleniska:
  - kominki z wkładem kominowym, tzw. zabudowane
  - kominki z otwartym paleniskiem
- paliwo:
  - drewno
  - kominki elektryczne
  - gaz (miejski lub płynny)
  - paliwo płynne etanol (tzw. biokominki), naftę itp.
- sposób podawania paliwa stałego
  - kominki z palnikiem retortowym sterowanym automatycznie na pellety
  - kominki na drewno z dokładaniem ręcznym
- sposób rozprowadzenia ciepła:
  - kominki oddające ciepło tylko do pomieszczenia, w którym stoją
  - kominki z wymiennikiem ciepła:
    - z rozprowadzaniem grawitacyjnym ciepłego powietrza
    - z mechanicznym rozprowadzeniem ciepłego powietrza
    - z płaszczem wodnym wpiętym do instalacji C.O. lub C.W.U.

## Kominki murowane
Kominki murowane, czyli "klasyczne" są kominkami na paliwo stałe. Zazwyczaj są one murowane ze specjalnej cegły zwanej szamotówką. Ich zaletą jest piękny wygląd, jednak znaczącą wadą, która dyskwalifikuje ich użycie we współczesnym budownictwie energooszczędnym jest otwarte palenisko, które wyrzuca ciepło z pomieszczeń poprzez otwarty komin.
Stąd rosnąca popularność wkładów kominkowych, w których można zamknąć ciąg kominowy odcinając dopływ powietrza z pomieszczenia w którym się znajduje, dzięki czemu ograniczamy straty ciepła związane z wywiewaniem przez komin, dopływ powietrza do paleniska realizowany jest poprzez specjalnie wykonany kanał nawiewny wprowadzany z zewnątrz wprost pod palenisko.

## Kominki elektryczne
Sięgają swoją historią aż 1892. Ten typ kominków opatentowany został przez Brytyjczyków Cromptona i Dowsinga. Ich wynalazek miał niskie właściwości grzewcze i dopiero po wynalezieniu w 1906 przez Alberta Marsha żaroodpornego stopu zwanego "Nichromem" (stop niklu i chromu) udało się rozgrzewać kominki do wysokich temperatur bez ryzyka pęknięcia kominka, lub spowodowania pożaru. Pierwszy sprawnie działający kominek z użyciem nichromu wykonano w 1912. Mimo energooszczędności i komfortu rozpalania kominków elektrycznych z pomocą tylko jednego wciśnięcia guzika, powraca moda na kominki dawnego typu – długo rozpalające się, ale również długo trzymające ciepło.

## Kominki wolnostojące
Kominki wolnostojące, albo inaczej kozy to dobre rozwiązanie dla tych osób, którzy nie mogą zamontować kominka w ścianie. Są to stosunkowo niewielkie i funkcjonalne piece. Ich zaletą jest to, że oddają ciepło całą powierzchnią, a także są znacznie lżejsze i łatwiejsze w montażu niż kominki murowane, dlatego też możemy bez obaw montować je w dogodnym dla nas miejscu, nie zważając na obciążenie stropu i niefunkcjonalność pomieszczenia.